# FEMA-Nummer
Die FEMA-Nummer ist eine Identifikationsnummer, die chemischen Stoffen oder deren Mischungen (z. B. als ätherisches Öl) von der US-amerikanischen Flavor and Extract Manufacturers Association (FEMA) zugewiesen wird.

## Vergabe
Bedingung für die Vergabe einer FEMA-Nummer ist, dass die Substanz als Duftstoff, Aroma oder Farbstoff in Lebensmitteln oder als kosmetischer Inhaltsstoff (beispielsweise in Parfums) verwendet wird.
Zudem wird von einem Expertenausschuss der FEMA eine Risikoeinstufung vorgenommen: Substanzen mit FEMA-Nummer gelten „allgemein als sicher anerkannt“ (englisch generally recognized as safe, GRAS). Allerdings wurde der GRAS-Status aufgrund neuerer Erkenntnisse auch schon nachträglich zurückgezogen.
Seit 1959 wurden von der FEMA etwa 3000 Substanzen beurteilt und – beginnend mit der Nummer 2001 – fortlaufend mit einer Identifikationsnummer versehen. Ergänzungen der Substanzliste werden in unregelmäßigen Abständen von der FEMA publiziert.
Innerhalb der EU kommt einer Substanz mit FEMA-Nummer kein besonderer rechtlicher Status zu. Hier werden für zugelassene Lebensmittelzusatzstoffe eine E-Nummer, für Aromastoffe eine FL-Nummer vergeben. 